# Virusni meningitis
Virusni Meningitis je oblik meningitisa, tj. upale mekih moždanih ovojnica (meninga, membrana koje pokrivaju mozak i leđnu moždinu) uzrokovana virusom. Ponekad se netočno naziva i "aseptički meningitis" kako bi ga se razlikovalo od oblika meningitisa izazvanih bakterijskim uzročnicima. Najpoznatiji primjeri virusnih meningitisa su linfocitarni koriomeningitis i sekundarni meningitis izazvan virusom dječje paralize.

## Etiologija
Većina slučajeva virusnog meningitisa razviju se i nestaju bez da se definira precizna dijagnoza. Uzrok tome je nedostatak jakih i karakterističnih simptoma koji bi ukazivali na infekciju i shodno tome često se ne započinju precizni dijagnostički postupci, kao i poteškoće u uzgoju virusnih uzročnika u mikrobiološkim kulturama.
Najčešći uzročnici virusnog meningitisa jesu enterovirusi, koji se najviše šire među ljudskom populacijom u ljetnim mjesecima. U jednoj studiji provedenoj na 144 pacijenta s aseptičnim meningitisom, enterovirusi su bili uzročnici u 46 % slučajeva, slijedi herpes simplex virus tipa 2 s 31 % slučajeva, virus varicelle zoster 11 %, i herpes simplex virus tipa 1 s 4 % slučajeva. Učestalost i vrste uzročnika mogu varirati ovisno o zemljopisnom području.

Uzročnici virusnog meningitisa jesu:
- Enterovirus
  - Poliovirus (PV1, PV2, PV3)
  - Coxsackie A virus (CVA); uzročnik bolesti ruku, nogu i usta
- Herpesviridae (HHV)
  - Herpes simplex tipa 1 (HSV-1 / HHV-1) ili tipa 2 (HSV-2 / HHV-2); koji su najčešći uzročnici labijalnog i genitalnog herpesa.[3]
  - Varicella Zoster (VZV / HHV-3); uzročnik vodenih kozica[4]
  - Epstein-Barr virus (EBV / HHV-4); uzročnik infektivne mononukleoze
  - Cytomegalovirus (CMV / HHV-5)
- Adenovirus[3]
- HIV; uzročnik AIDSa
- Virus La Crosse encefalitisa[4]
- Virus linfocitnog koriomeningitisa (LCMV)[4][3]
- Virus ospica
- Virus zaušnjaka (parotitis)
- Virus Saint-Louis encefalitisa[4]
- Virus Zapadnog Nila[4]
- Virus Powassan[4]
- Arbovirus[5] (Toscana Virus)

U mnogim zemljama je cijepljenje uvelike smanjilo učestalost meningitisa kao komplikacije zaušnjaka, dječje paralize, vodenih kozica i ospica. Neke vrste arbovirusa pogađaju krajnje dobne skupine, te najčešće pogađaju starije osobe. Virusi ospica i zaušnjaka naprotiv izazivaju meningitis u adolescenciji.

### Faktori rizika
Faktori koji mogu povećati rizik virusnog meningitisa jesu:
- dob: virusni meningitis posebno pogađa djecu mlađu od 5 godina
- slabljenje imunosnog sustava
- istovremena prisutnost drugih bolesti
- lijekovi koji djeluju na imunološki sustav
- kirurški zahvati

Novorođenčad mlađa od mjesec dana i osobe s oslabljenim imunosnim sustavom su dvije posebno rizične skupine kod kojih se javljaju teške infekcije. Osobe s oslabljenim imunosnim sustavom (HIV, presađivanje organa, tretman imunosupresivnim lijekovima) posebno obolijevaju od meningitisa izazvanim citomegalovirusima i adenovirusima.

## Patogeneza
Virusi mogu prodrijeti u središnji živčani sustav putem krvi il izravno neurološkim putem. Najčešći uzročnici virusnog meningitisa kao npr. enterovirusi pronalaze put putujući krvotokom, dok je manji broj virusa, kao npr. HSV-1, HSV-2 i VZV, u stanju prodrijeti do meningi putem živčanih vlakana, šireći se u suprotnom smjeru od živčanih signala (antidromski).
Faktori koji sprječavaju prodor virusa su fizičke prirode kao što je koža i krvno moždana barijera i imunološki, kao lokalni i sistemski imunloški sustav.
U prvoj fazi infekcije, virus se množi na razini zaražene sluzokože dišnog ili probavnog sustava, te kasnije ulazi u krvotok kojim se širi po cijelom tijelu. Ova se faza naziva primarna viremija. Većinu virusa zaustavljaju i unište organi retikuloendotelnog sustava (limfni čvorovi, slezena i jetra) koji imaju osnovnu ulogu odstranjivanja mikroorganizama. Ako je brzina razmnožavanja virusa veća od kapaciteta uništenja virusa od strane retikuloendotelnog sustava, broj virusnih čestica u krvi se povećava i dolazi do sekundarne viremije. U toj se fazi virus uspije probiti do središnjeg živčanog sustava kroz krvno moždanu barijeru. Točni mehanizmi prodora kroz barijeru još nisu do kraja razjašnjeni, najvjerojatnije kroz endotel kapilara.
Neke pak vrste virusa prodiru do mozga i meningi retrogradno, putujući duž živčanih vlakana, što je dokazano kod poliovirusa, herpes virusa i arbovirusa. Živci kojima ovi virusi putuju su njušni (olfaktorni) živac i trodijelni živac (trigeminus).

## Klinička slika
Dijagnoza virusnog meningitisa nije uvijek jednostavna. Kod djece i starijih osoba klinička slika može biti vrlo nejasna. Simptomatologija je vrlo slična bakterijskom meningitisu, s iznenadnom vrućicom, posebno oštrom glavoboljom i ukočenošću vrata. Kod određenog broja pacijenata moguća je pojava sekundarnih simptoma:
- mučnina i povraćanje
- gubitak apetita
- fotofobija (preosjetljivost na svjetlost)
- bolovi u cijelom tijelu, prisutni i u mišićima (mialgija) i u zglobovima (artralgija)
- smetenost i smanjena svijest, smanjena orijentacija u prostoru i vremenu, pospanost ili psihomotorna uznemirenost.

Kod nekih je pacijenata moguća pojava nepravilnih crvenih ili ljubičastih mrlja (petehija) po tijelu i sluznicama.
Kod novorođenčadi i vrlo male djece, simptomatologija može biti bitno drukčija u odnosu na odrasle osobe. Kliničku sliku kod djece karakteriziraju:
- vrućica
- psihomotorna uznemirenost
- produžen plač
- pretjerana pospanost i otežano buđenje
- gubitak apetita

Kod novorođenčadi s još otvorenom fontanelom moguće je dodirom osjetiti povećan tlak i napetost kože koja ju prekriva, pa čak i blago povećane dimenzije glave.

## Dijagnostički postupci

### Lumbalna punkcija
Osnovni dijagnostički postupak kod sumnje u virusni meningitis je lumbalna punkcija ili spinalni uzorak. Pri tome se igla uvede između dva kralješka i izvuče uzorak spinalne tekućine. Mikroskopska analiza cerebrospinalne tekućine (CST) omogućuje utvrđivanje broja bijelih krvnih zrnaca, a bojenje po Gramu utvrđuje radi li se o bakterijskom ili gljivičnom meningitisu. Citološkom analizom stanica prisutnih u cerebrospinalnoj tekućini moguće je isključiti mogućnost neoplastičnog meningitisa
Virusni se uzrok meningitisa može pretpostaviti u slučaju negativnih rezultata bojenja i negativnih bakterijskih kultura, a u prisutnosti simptoma meningitisa. Prisutnost velikog broja linfocita u CST se smatra karakterističnim za virusni meningitis, iako u vrlo ranoj fazi bolesti (prva 24 sata) može biti prisutan velik broj polimorfonuklearnih leukocita, pogotovo za infekcije enterovirusom.

### Laboratorijska analiza krvi
Krvni nalazi se rutinski vrše kod svakog pacijenta, ali u slučaju virusnog meningitisa nisu specifični. Broj leukocita je povećan (leukocitoza) kod većine pacijenata, ali se njihov broj ne može koristiti kao indikator težine bolesti. Kod pacijenata smanjenog imuniteta, kod starijih osoba i novorođenčadi, mogu biti i u granicama normale ili niži od normale (leukopenija). C-reaktivni protein i sedimentacija eritrocita su u većini slučajeva blago povišene. Razine C-reaktivnog proteina i sedimentacije eritrocita mogu biti od pomoći pri diferencijalnoj dijagnozi virusnog od bakterijskog meningitisa. Kod virusnog meningitisa vrijednosti su tek blago povišene ili čak u granicama normale. U jednoj kliničkoj studiji vrijednost CRP je porasla na 8,78 mg/dl kod pacijenata s bakterijskim meningitisom, dok je CRP kod pacijenata s virusnim meningitisom bio 1,92 mg/dl. Kako bi imala svoju valjanost, ova se krvna analiza mora izvršiti prije početka eventualne terapije antibioticima. Druge analize, kao npr. mjerenje prokalcitonina i receptora sTREM-1 mogu biti korisni kod diferencijalne dijagnoze. Krvne amilaze mogu biti povišene kod virusnog meningitisa, pogotovo onog izazvanog virusom parotitisa, čak iako klinički nisu prisutni znaci zaušnjaka. 

### Elektroencefalogram (EEG)
Elektroencefalografija je korisna kod pacijenata s virusnim meningoencefalitisom ili kod pacijenata za koje se sumnja da imaju subkliničke napade epilepsije. Kod meningitisa izazvanog virusom herpesa često se infekcija proširi i na mozak. U prvom tjednu je prisutna aspecifična moždana aktivnost na EEG-u, dok se u kasnijim fazama javljaju karakteristični oštri signali i trofazni kompleksi najviše prisutni u sljepoočnoj zoni mjerenja.

### Magnetska rezonancija i računalna tomografija
Računalna tomografija, a pogotovo magnetska rezonancija s kontrastnim sredstvom mogu biti korisne dijagnostičke metode kod pacijenata s virusnim meningitisom koji se proširio na mozak, pogotovo kad su uzročnici herpesvirusi ili flavivirusi. Magnetska rezonancija je vrlo učinkovita u detekciji zona demijelinizacije i drugih promjena moždanog tkiva zbog moždane infekcije, koje su teško uočljive računalnom tomografijom.

## Liječenje
Kod virusnog meningitisa izazvanog herpesvirusima, cytomegalovirusom, i varicella zoster virusom postoje specifične terapije antivirusnim lijekovima. Kod herpesvirusa najučinkovitija terapija je ona aciclovirom. Za većinu drugih uzročnika ne postoje specifične terapija lijekovima, ali i simptomi su blagi, pa se oboljeli ostavljaju na kućnu njegu. Djecu se obično hospitalizira i njihov se tijek bolesti pomno prati.

## Vanjske poveznice
- htnet.hr - Meningitis  Arhivirana inačica izvorne stranice od 23. siječnja 2007. (Wayback Machine)

|  | Molimo pročitajte upozorenje o korištenju medicinskih informacija. Ne provodite liječenje bez savjetovanja s liječnikom! |